# قيقب أقطع
قيقب أقطع (الاسم العلمي:Acer truncatum) هو نوع من النباتات يتبع جنس القيقب من الفصيلة الصابونية. يزرع القيقب كنبات للزينة في أوروبا وأمريكا الشمالية. 